# Gao Xing
Gao Xing (en chinois 高兴, en pinyin Gāo Xìng), né en 1974, est un astronome amateur chinois originaire d'Ürümqi, au Xinjiang, en Chine.

## Biographie
Il est à l'origine de la construction de l'observatoire de Xingming (星 明 天文>台)[Quoi ?] en 2006, à partir duquel il découvre la comète C/2008 C1 (Chen-Gao) le 1er février 2008 avec la collaboration de Chen Tao de Jiangsu.
Le 15 juin 2009, il découvre la comète P/2009 L2 (Yang-Gao), aujourd'hui numérotée 325P/Yang-Gao, avec Yang Rui de Hangzhou, Zhejiang et le 4 avril 2015, la comète C/2015 F5 (SWAN-XingMing) avec Guoyou Sun de Wenzhou, Zhejiang, Chine, et remporte ainsi le prix Edgar-Wilson 2008[Quoi ?].
Dans la nuit du 26 février 2009, il découvre une supernova[Laquelle ?] dans la constellation du Sagittaire dans la partie centrale de la Voie lactée avec la collaboration de Sun Guoyou de Wenzhou,. Gao a signalé sa nouvelle découverte à l'Union astronomique internationale le 29 mai 2009, ce qui lui a permis de se voir attribuer la paternité de l'identification.
Dans la nuit du 3 octobre 2010, il découvre une nouvelle supernova[Laquelle ?] dans la galaxie NGC 5430 avec son collaborateur Sun Guoyou. Il a découvert plusieurs comètes SOHO et des astéroïdes NEAT.[pas clair]
Dans les années 2010, il travaille comme professeur de physique au lycée No.1 d'Ürümqi. Il a une fille.

## Honneur
L'astéroïde (204710) Gaoxing est nommé en son honneur.